# Andrzej Pawlik (dziennikarz)
Andrzej Pawlik (ur. 20 listopada 1942, zm. 13 kwietnia 1995) – dziennikarz, publicysta.

## Życiorys
Był uczniem VIII LO w Krakowie w latach 1956–1960. Potem studiował polonistykę na Uniwersytecie Jagiellońskim. W 1966 roku rozpoczął pracę w „Dzienniku Polskim”. W latach 70. został przeniesiony do „Gazety Krakowskiej”. W sierpniu 1980 roku powrócił do swojej pierwszej redakcji. Publikował również w „Polityce”, „Przeglądzie Tygodniowym”, „Nowej Europie”.
Pochowany na cmentarzu Rakowickim w Krakowie (kwatera XCVI-11-10).

## Nagrody
- wyróżnienie w Ogólnopolskim Konkursie na reportaż prasowy o tematyce związanej z budową Portu Północnego (1974)[2]
- nagrody klubowe Stowarzyszenia Dziennikarzy Polskich
- nagroda firmy „Sedgwick” za podejmowanie problematyki finansów i ubezpieczeń (1994)